# APEP Pitsilia
El Athlitiki Podosfairiki Enosi Pitsilias (en griego: Αθλητική Ποδοσφαιρική Ένωση Πιτσιλιάς; en español: Asociación de Fútbol Deportivo Pitsilia), conocido simplemente como APEP Pitsilia es un club de fútbol chipriota de la ciudad de Kyperounda. Fue fundado en 1979 y juega en la Segunda División de Chipre.

## Palmarés

### Torneos nacionales
- Segunda División de Chipre (1):1987